# Cassandra Potter
Cassandra Potter z domu Johnson (ur. 30 października 1981 w Bemidji) – amerykańska curlerka, wicemistrzyni świata z 2005 i mistrzyni świata juniorek z 2003, olimpijka. Córka Tima Johnsona, młodsza siostra Jamie Haskell.
Potter zaczęła grać w curling w wieku 6 lat. Pierwsze sukcesy w karierze juniorskiej na arenie krajowej zaczęła odnosić w 1996 zdobywając brązowy medal mistrzostw Stanów Zjednoczonych. W 1998 dotarła do finału, który przegrała na rzecz Hope Schmitt. Potter wyjechała jednak na MŚ Juniorów 1998 jako rezerwowa. Amerykanki przegrywając mecz barażowy zajęły 5. miejsce.
W kolejnych latach zespół Potter stawał na podium, jednak tytuł mistrzyń wywalczył dopiero w 2002 i obronił go rok później. Podczas MŚ Juniorów 2002 zespół z Minnesoty uplasował się na 3. miejscu Round Robin. W półfinale Potter pokonała 7:6 Kanadyjki (Suzanne Gaudet) i takim samym rezultatem w finale zdobyła złote medale wygrywając nad Szwedkami (Matilda Mattsson). Rok później drużyna Potter ponownie zakwalifikowała się do fazy-play off. W meczu półfinałowym Amerykanki zwyciężyły nad Włoszkami (Diana Gaspari), ostatecznie zdobyły srebrne medale ulegając w finale Kanadyjkom (Marliese Miller) 4:5.
W latach 2002–2004 Potter dochodziła do półfinałów mistrzostw USA kobiet. Raz, w 2005, wygrała te zawody i wystąpiła na MŚ 2005. W fazie grupowej Amerykanki przegrały tylko jeden mecz – przeciwko niepokonanym Szwedkom (Anette Norberg). W półfinale to właśnie te drużyny rozegrały mecz, do finału wynikiem 6:5 awansowała Potter. W ostatni meczu mistrzostw ponownie spotkały się te drużyny, tym razem Europejki wygrały 10:4.
Zespół Potter startował w trzech krajowych kwalifikacjach olimpijskich. W 2002 uplasował się na 3. miejscu. W 2006 Potter wygrała rywalizację i reprezentowała Stany Zjednoczone na Zimowych Igrzyskach Olimpijskich 2006. Amerykanki z bilansem 2 wygranych i 7 porażek zajęły razem z Danią 8. lokatę. W United States Olympic Curling Team Trials 2010 Potter zajęła 6. miejsce.
Podczas MŚ 2005 zawodniczki przyznały jej Frances Brodie Award. W 2011 w mistrzostwach kraju jej drużyna zajęła 3. miejsce przegrywając w finale z Allison Pottinger. Rok później Potter również uległa Pottinger, tym razem w finale. Cassandra została jednak rezerwową na Mistrzostwa Świata 2012, nie zagrała w żadnym meczu, Amerykanki sklasyfikowano na 5. pozycji.

## Wielki Szlem
| Turniej                | 2006/2007 |
| ---------------------- | --------- |
| Autumn Gold            | A         |
| Manitoba Lotteries     | QF        |
| Wayden Transportation  | A         |
| Players’ Championships | A         |

| —  | = turniej nie odbył się                     |
| A  | = nie uczestniczyła                         |
| x  | = nie zakwalifikowała się do fazy finałowej |
| QF | = ćwierćfinał                               |
| SF | = półfinał                                  |
| F  | = finał                                     |
| W  | = zwycięstwo                                |

## Drużyna
|           | Czwarta          | Trzecia        | Druga           | Otwierająca      |
| --------- | ---------------- | -------------- | --------------- | ---------------- |
| 2011/2014 | Cassandra Potter | Jamie Haskell  | Jaclyn Lemke    | Stephanie Sambor |
| 2010/2011 | Cassandra Potter | Jamie Haskell  | Laura Roessler  | Jaclyn Lemke     |
| 2004/2006 | Cassandra Potter | Jamie Haskell  | Jessica Schultz | Maureen Brunt    |
| 2002/2003 | Cassandra Potter | Katherine Beck | Rebecca Dobie   | Maureen Brunt    |
| 2001/2002 | Cassandra Potter | Jamie Johnson  | Katherine Beck  | Maureen Brunt    |